# Coptotettix gibbus
Coptotettix gibbus är en insektsart som beskrevs av Sjöstedt 1936. Coptotettix gibbus ingår i släktet Coptotettix och familjen torngräshoppor. Inga underarter finns listade i Catalogue of Life.